# Orde van Verdienste (Waldeck)

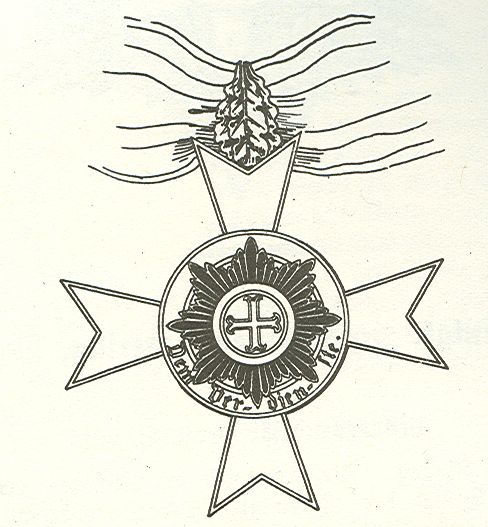
Verdienstorden Ie Klasse

Op 1 januari 1871 stelde de Vorst van Waldeck en Pyrmont een Orde van Verdienste (Duits: "Zivilverdienstorden") in. Er was al sinds 1857 een Medaille van Verdienste die in 1871 tot IIe klasse van de Orde werd verklaard en in in 1878 ontstond ook een IIIe klasse.
Het kleinood van de Orde is een achtpuntig Kruis van Malta met een groot donkerblauw medaillon met de woorden "Dem Verdienste" waarop een zwarte ster is gelegd. Als verhoging dient een gouden eikenblad.

## De drie oorspronkelijke klassen van de Orde
- Ie Klasse

Wordt om de hals gedragen.
- IIe Klasse

Een kruis zonder medaillon of opschrift werd aan een lint op de linkerborst gedragen.
- IIIe Klasse

Een matzilveren kruis zonder medaillon of opschrift werd aan een lint op de linkerborst gedragen.
- IVe Klasse of Zilveren Medaille

Een zilveren medaille aan een lint op de linkerborst.
In Duitsland maakten onderscheidingen in de late 19e eeuw een hoogconjunctuur mee; zo ontstonden er in deze Orde na 1896 de volgende aanvullende graden:
- Kruis der Eerste Klasse met Kroon
- Kruis der Eerste Klasse met Zwaarden (1914-1918)
- Kruis der Tweede Klasse met Zwaarden
- Officierskruis (1912)
- Kruis der Derde Klasse met Zwaarden
- Kruis der Vierde Klasse met Zwaarden
- Erekruis met Zwaarden (1915)

en de
- Gouden Medaille met Zwaarden (1914-1918)

en de
- IVe Klasse of Zilveren Medaille met Zwaarden (1901)

Het lint was geel met rode en zwarte bies.
De Vorst van Waldeck werd in 1918 afgezet, zijn Orde werd afgeschaft en zijn landje werd een deel van Hessen.

## Gedecoreerde
- Gerd von Rundstedt, (Kruis der Vierde Klasse)